# Telecabina

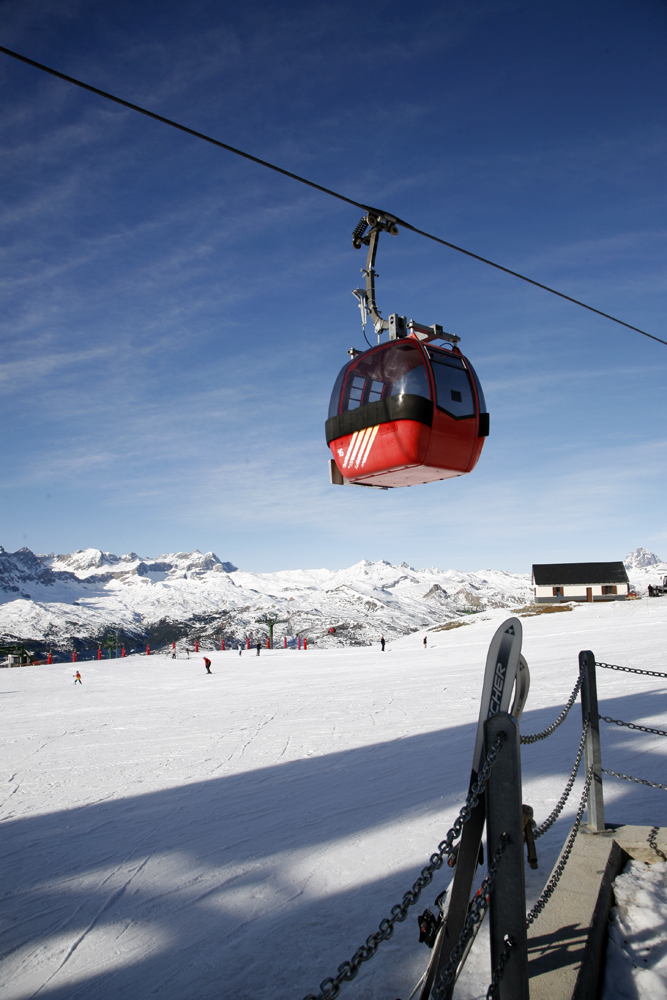
Telecabina de 8 plazas en Aramón Panticosa.

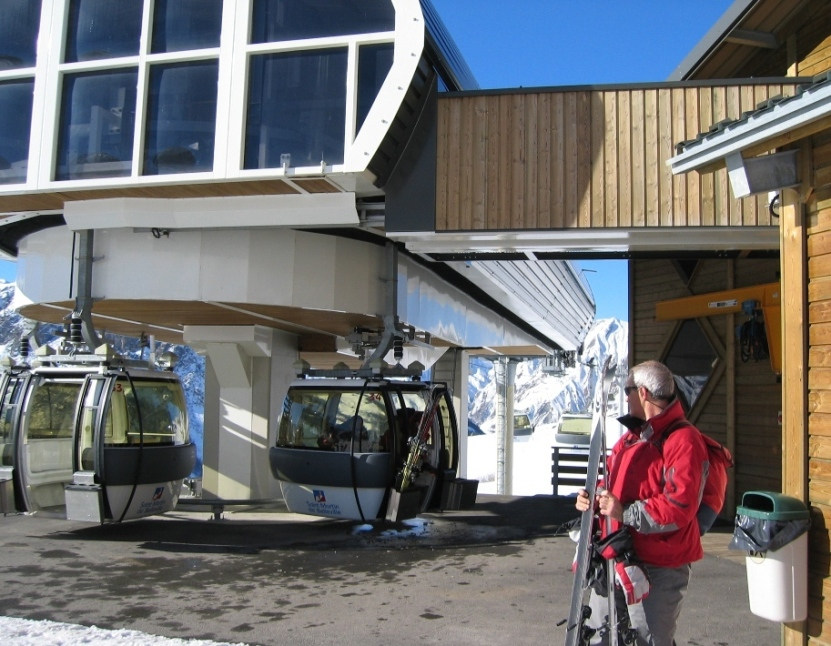
Llegada de una telecabina de 8 plazas.

Una telecabina es un sistema de remonte análogo a una telesilla desembragable, pero donde lo que cuelga del cable no son sillas a la intemperie, sino cabinas cerradas o abiertas. Se trata de un remonte de movimiento continuo.
El dispositivo que permite a una cabina acoplarse y desacoplarse del cable portante-motriz es la pinza desembragable, aparato que es accionado mecánicamente y que consiste de un cuerpo con ruedas, que permite el desplazamiento de la pinza sobre rieles en las estaciones, una mandíbula fija y otra móvil, vinculada a una palanca también dotada de ruedas, y que ejerce una presión constante contra la mandíbula fija por medio de resortes, barras de torsión o arandelas comprimibles. Además cuenta con una superficie de frote, la cual entra en contacto en las estaciones con una batería de neumáticos que giran a distintas velocidades, y que le permiten a la pinza (y por tanto a la cabina en su totalidad) desplazarse cuando no está siendo movida por el cable. 
Cada estación tiene una polea de gran tamaño (alrededor de los 4 metros) que se encarga de dar la forma de bucle al cable portante-motriz. Asimismo, una estación debe ser la motriz, es decir, la encargada de hacer que el bucle de cable gire, y la otra debe ser de tensión, cuya misión reside en que el cable tenga la tensión adecuada para una buena tracción. También puede darse que la estación motriz tenga a su cargo la tensión, siendo la segunda estación de retorno simple. 

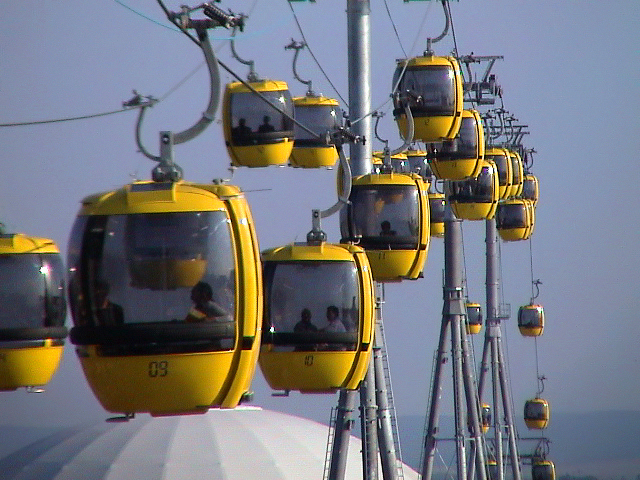
Telecabina en un contexto no alpino (Expo de Hannover) que sigue dando servicio en la Selva Negra como Telecabina del Belchen.

La polea motriz está acoplada sobre un reductor que luego va acoplado a un motor eléctrico que acciona el sistema. Además hay acoplamientos para equipos de funcionamiento de emergencia, como motores hidráulicos o diésel. La polea de tensión está montada sobre un carro, el cual se desplaza sobre unos rieles. La tensión se efectúa por medio de contrapesos de concreto o de brazos hidráulicos de gran tamaño, que tiran del carro que porta la polea, logrando una tensión adecuada y encargándose de mantenerla constante, independiente de la carga que lleve el remonte.
Existen tres áreas definidas en una estación de telecabina: la rampa de aceleración, la rampa de ralentización y el contorno o área de embarque. En las rampas de aceleración y de ralentización es donde ocurre el embrague y es donde las cabinas son aceleradas o deceleradas por medio de las baterías de neumáticos, los cuales poseen velocidades progresivamente más rápidas o más lentas. Estas baterías de neumáticos son movidas por un motor eléctrico independiente o por una toma de movimiento, que utiliza la misma energía cinética del cable portante motriz para funcinonar. Las distintas velocidades en los neumáticos se logran a través de juegos de engranajes, correas de transmisión y poleas.
En el contorno, el mecanismo de desplazamiento de las pinzas/cabinas es el mismo (neumáticos), pero la velocidad es reducida (alrededor de los 30 cm por segundo). Es en esta zona que las cabinas se abren y se pueden embarcar y desembarcar. Esta zona es accionada por un motor eléctrico que funciona con sensores de espaciamiento. Si hay alguna irregularidad en el espaciamiento de las cabinas, este mecanismo se encarga de corregir ese defecto acelerando o deteniendo temporalmente las cabinas, para que la distancia entre los vehículos sea regular. Una vez la cabina ha pasado por el contorno, las cabinas se cierran y comienza la aceleración del vehículo hasta que este haya alcanzado la velocidad del cable (que puede ser de 4 a 6 metros por segundo, dependiendo del remonte). En ese momento la palanca de la pinza es accionada por una rampa o cama de embrague, y la pinza es cerrada sobre el cable. Todo esto ocurre en una fracción de segundo.
Una vez en línea, el cable es mantenido en altura por las torres o pilonas de sustentación, las cuales pueden ser de dos tipos:
- de soporte, que sustentan el cable
- de compresión, que empujan el cable hacia abajo para adaptarse al perfil del terreno que se está sobrevolando.

Existen además pilonas de soporte-compresión, que cumplen las dos funciones. 
Las torres constan básicamente de una pilona o pilar, de un travesaño y de dos balancines, uno para cada sentido de circulación, que son trenes de poleas que se encargan de sustentar o comprimir el cable. Estos trenes son articulados de a pares, para que se adapten lo mejor posible a la forma del cable, y para que al paso de una pinza sobre o bajo las poleas, el impacto se absorba para minimizar las sacudidas y el riesgo de descarrilamiento.

## Capacidad
La capacidad de una telecabina puede variar mucho, entre las 4 y las 16 personas por cabina. Además, sus ocupantes pueden ir tanto de pie como sentados, y con los esquís o tablas de snowboard dentro o fuera de la cabina. En general las cabinas pequeñas (4, 6 u 8 plazas) tienen unos porta-esquís en la parte exterior de sus puertas y los esquiadores depositan sus esquís antes de entrar en la cabina dentro de la cual suele haber dos filas de asientos perpendiculares al sentido de avance. Por el contrario, las cabinas más grandes suelen ser más altas, por lo que los usuarios van de pie con los esquís dentro de la propia cabina.
Especialmente en recorridos largos, las telecabinas suelen ser más apreciadas por los esquiadores que el resto de remontes ya les permite ir cerrados y por tanto, protegidos de las inclemencias del tiempo.